# Thoái hóa giống
Thoái hóa giống hay còn gọi là hiện tượng cận huyết (Inbreeding depression) là tình trạng suy giảm khả năng sinh học trong một quần thể nhất định do kết quả của việc giao phối cận huyết hoặc lai tạo cùng dòng giữa các cá thể có liên quan. Thoái hoá giống thể hiện ở các cá thể thế hệ sau có sức sống giảm, sức chống chịu kém, dễ bệnh tật, ngoại hình èo uột, suy nhược, khả năng sinh sản giảm, sản lượng thấp, xuất hiện cơ thể dị dạng, dị tật vì nguyên nhân như tự thụ phấn bắt buộc với cây giao phấn hoặc giao phối gần ở động vật gây ra hiện tượng thoái hoá vì tạo ra các cặp gen lặn đồng hợp gây hại tăng dần, các thế hệ tỉ lệ thể dị hợp giảm dần.

## Đại cương
Thoái hóa giống thường là kết quả của sự tắc nghẽn quần thể. Nói chung, biến thể di truyền hoặc vốn gen trong quần thể giống càng cao, thì khả năng thoái hóa giống càng ít. Thoái hóa giống dường như có ở hầu hết các nhóm sinh vật, nhưng khác nhau giữa các hệ thống giao phối. Các loài bị thoái hóa thường biểu hiện mức độ suy thoái giao phối cận huyết thấp hơn so với các loài lai xa, vì các thế hệ tự lai lặp đi lặp lại được cho là loại bỏ các alen có hại khỏi quần thể. Ví dụ, loài giun tròn lai xa (giun tròn) Caenorhabditis remanei đã được chứng minh là bị thoái hóa giống nghiêm trọng, không giống như họ hàng lưỡng tính của nó là Caenorhabditis elegans.
Giao phối cận huyết (tức là lai tạo giữa các cá thể có quan hệ họ hàng gần nhau) dẫn đến các tính trạng lặn biểu hiện nhiều hơn, vì bộ gen của các cặp giao phối giống nhau hơn. Tính trạng lặn chỉ có thể xảy ra ở thế hệ con cái nếu có trong bộ gen của cả bố và mẹ. Bố mẹ càng giống nhau về mặt di truyền thì tính trạng lặn thường xuất hiện ở con cái của chúng. Do đó, các cặp sinh sản càng có quan hệ gần gũi thì con cái càng có nhiều gen đồng hợp tử, có hại, dẫn đến những cá thể rất không phù hợp. Đối với các alen quy định ưu thế ở trạng thái dị hợp tử và/hoặc đồng hợp tử trội, mức độ phù hợp của trạng thái đồng hợp tử-lặn thậm chí có thể bằng không (có nghĩa là con cái vô sinh hoặc không có khả năng sinh sản).
Một cơ chế khác gây ra thoái hóa giống do giao phối cận huyết là lợi thế về thể chất của dị hợp tử, được gọi là ưu thế vượt trội. Điều này có thể dẫn đến giảm khả năng sinh sản của một quần thể có nhiều kiểu gen đồng hợp tử, ngay cả khi chúng không phải là gen gây hại hoặc tính trạng lặn. Ở đây, ngay cả các alen trội cũng làm giảm tính trạng nếu xuất hiện đồng hợp tử. Hiện tại, người ta vẫn chưa biết cơ chế nào trong số hai cơ chế phổ biến hơn trong tự nhiên. Đối với các ứng dụng thực tế, ví dụ: trong chăn nuôi gia súc, con đời trước được cho là có ý nghĩa hơn nó có thể sinh ra những con hoàn toàn không khỏe mạnh (có nghĩa là thất bại hoàn toàn về phả hệ, bổn bang), trong khi những cá thể sau chỉ có thể dẫn đến giảm sức chống chịu tương đối.

## Giống vật nuôi
Các giống vật nuôi bản địa là một bộ phận quan trọng của đa dạng sinh học là tài sản quý giá hiện đang phát huy ý nghĩa kinh tế, đặc biệt là các giống thuần thích nghi với điều kiện sinh thái địa phương đồng thời còn là nguyên liệu phục vụ cho công tác lai tạo giống trước mắt và sau này. Ở Việt Nam, trong thời gian qua, các giống vật nuôi bản địa dưới tác động của thiên nhiên và áp lực của kinh tế thị trường v.v cũng đang bị làm nghèo đi, mất dần. Sự suy thoái hoặc tuyệt chủng của nhiều giống vật nuôi địa phương, những giống tuy năng suất có thể không cao nhưng mang những đặc điểm quí giá như thịt thơm ngon, chịu đựng dinh dưỡng thấp, thích nghi với điều kiện sinh thái sẽ là một mất mát rất lớn không những về giá trị kinh tế mà còn cả ở trên lĩnh vực đa dạng di truyền và văn hoá vùng, miền.
Nhiều giống vật nuôi có nguy cơ thoái hóa giống, chẳng hạn như các giống bò vì chăn nuôi bò thả rông ở vùng cao (bò H'mông) rất dễ xảy ra tình trạng phối giống cận huyết làm ảnh hưởng đến chất lượng đàn bò. Những nguy cơ thoái hóa giống do giao phối cận huyết là hiện hữu vì có những nơi, tổng đàn có xu hướng giảm. Nguyên nhân chủ yếu là với tập quán thả rông gia súc, khi bãi chăn thả ngày càng ít đi do khai hoang ruộng và trồng rừng, khoanh nuôi bảo vệ rừng cho nên người dân không có chỗ chăn thả, do tỷ lệ sinh đẻ của bò thấp, không đủ bù vào số bò đã bán đi, một số bò dự án hỗ trợ không được chăm sóc nuôi dưỡng tốt, cho nên bò vùng thấp kém thích nghi với điều kiện khí hậu vùng cao dẫn đến bị chết yểu.
Trọng lượng ngày càng nhỏ vì nguyên nhân chủ yếu dẫn đến trọng lượng đàn bò ngày càng nhỏ là do khai thác bò mang tính tự nhiên, thiếu khoa học, đã gây ra một số vấn đề bất cập là: số bò được bán thường là những con to, có sản lượng thịt lớn, số bò còn lại kém hơn để lại làm giống; việc bán hoặc thịt đi một số lượng bò có giống tốt đã gây ra suy thoái giống bò còn lại. Mặt khác, việc sử dụng bò đực giống cũng hoàn toàn mang tính tự nhiên, dẫn đến hiện tượng cận huyết làm cho chất lượng con giống ngày càng giảm. Thứ ba, tỷ lệ sinh sản thấp vì giống bò đang bị thoái hoá, khả năng sinh đẻ thấp. Không có bò đực giống, hoặc bò đực giống không đảm bảo chất lượng cộng với việc cho giao phối tự nhiên không kiểm soát dẫn đến tỷ lệ thụ thai bò cái thấp. Mặt khác do việc chăn thả rông cho nên số bê sinh ra không được phát hiện, chăm sóc dẫn đến tỷ lệ chết khá lớn.

## Giống cây trồng
Hiện tượng này biểu hiện qua việc các cá thể giống cây trồng của các thế hệ kế tiếp có sức sống kém dần, biểu hiện ở cây cối với các dấu hiệu phát triển chậm, chiều cao và năng suất giảm dần, nhiều cây bị chết, nhiều dòng bộc lộ đặc điểm có hại bị bạch tạng, thân lùn, dị dạng, hạt ít, chống chịu kém. Hiện tượng thoái hóa giống ở cây giao phấn là hiện tượng mà các cá thể của các thế hệ kế tiếp có sức sống kém dần, biểu hiện ở dấu hiệu phát triển chậm, chiều cao và năng suất giảm dần, nhiều cây bị chết yểu. Chất lượng giống chính là độ đồng đều, độ thuần di truyền của giống. Tuy nhiên giống có duy trì và giữ được độ thuần hay không còn tùy thuộc vào điều kiện canh tác cũng như yếu tố môi trường mà cây lúa phải gánh chịu. Sự thoái hóa giống (độ thuần di truyền) giảm sút là do các nguyên nhân chính:
- Giống bị lẫn tạp do yếu tố cơ giới gây nên, đây là nguyên nhân chủ yếu, có thể nói đến trên 80% là do nguyên nhân này gây ra như: khi thu hoạch, khâu tuốt nhai lúa mà không chú ý đến khâu phơi khô, rê sạch, làm sạch máy móc; không làm sạch sân phơi, bao bì không sạch, gieo sạ còn bị lẫn nền cũ còn lúa ma, nói chung tất cả các yếu tố cơ giới thực hiện trong quá trình sản xuất không làm đúng quy trình thì đều gây nên sự lẫn tạp và sẽ gây nên sự thoái hóa giống.
- Do quá trình thụ phấn chéo của cây lúa. Hoa lúa là loại hoa tự thụ song quá trình thụ phấn chéo, phấn lạ bay tới nó cũng được thụ phấn, chính vì vậy mà quy trình sản xuất giống lúa nguyên chủng và siêu nguyên chủng phải cách ly giữa các giống ít nhất phải được 5-10m. Hiện tượng này chiếm từ 2-5% tùy từng giống và điều kiện thời tiết, xảy ra nghiêm trọng nhất khi cây lúa trỗ tung phấn gặp điều kiện gió lớn.
- Quá trình canh tác không phù hợp cho giống đó như bón phân không cân đối, các giống lúa bị nhiễm sâu bệnh và cây lúa phải chịu các điều kiện khí hậu thời tiết khác như nóng quá hoặc rét quá cũng gây nên sự thoái hóa giống.
- Do điều kiện bất lợi về khí hậu thời tiết gây ra cụ thể như: quá khô hạn, ngập lụt kéo dài, nhiệt độ cao, bức xạ chiếu sáng lớn, sấm sét... cũng có thể gây ra sự đột biến cấu trúc của gene làm giống phân ly ra nhiều dạng hình, nhiều tầng giống dẫn đến năng suất giảm.

Vì vậy cứ sau 2 vụ bắt buộc phải về cơ sở sản xuất giống nhận, hoặc mua lại giống xác nhận, không nên sản xuất một giống trong nhiều vụ, nhiều năm trên cùng một thửa ruộng. Chọn giống có độ thuần cao, có nguồn gốc rõ ràng với tên giống cụ thể, cơ quan nào sản xuất, người sản xuất và ngày kiểm nghiệm cũng như thời hạn sử dụng. Chất lượng giống lúa và tiêu chuẩn hóa cho ngành phải thực hiện theo tiêu chuẩn.